# Cuerpo de Fuerzas Especiales de México

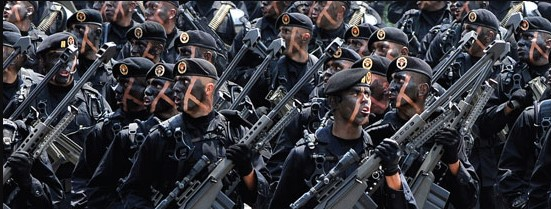
Miembros del cuerpo de fuerzas especiales durante el desfile militar.

El Cuerpo de fuerzas Especiales (anteriormente conocido como Grupo Aeromóvil de Fuerzas Especiales o GAFE), es un cuerpo militar compuesto por tropas de élite altamente adiestradas divididos en 6 batallones de fuerzas especiales que dependen de la estructura interna del Ejército Mexicano.

## Misión
El Cuerpo de fuerzas Especiales dejó de denominarse "Grupo Aeromóvil de Fuerzas Especiales" desde el 2004, año en el cual cambiaron su denominación a "Cuerpo de Fuerzas Especiales", seguidos de la denominación de donde pertenecen.
Es una unidad de Fuerzas Especiales-Operadores Especiales del Ejército Mexicano, especializada en llevar a cabo operaciones especiales y encubiertas. Estos grupos de fuerzas especiales se diferencian de todas las demás unidades del Ejército por su alto grado de adiestramiento, disciplina, tolerancia al dolor, control de emociones, valor, capacidades físicas, psicológicas y de combate.
Todas las operaciones son consideradas como información clasificada, y únicamente son conocidas por los altos mandos del Ejército, incluido el Presidente de la República, en su estatus de Comandante Supremo de las Fuerzas Armadas. En la actualidad, las unidades de fuerzas especiales se encuentran realizando operaciones en contra de los cárteles del narcotráfico y crimen organizado en México. Todos los elementos están especialmente entrenados en tácticas de supervivencia y reacción inmediata para poder combatir contra cualquier fuerza.El Cuerpo de Fuerzas Especiales (CFE) del Ejército Mexicano, anteriormente conocido como el Grupo Aeromóvil de Fuerzas Especiales (GAFE), es una unidad de élite especializada en operaciones encubiertas y de alto riesgo contra el crimen organizado, narcotráfico y amenazas a la seguridad nacional. Desde su cambio de nombre en 2004, ha jugado un papel clave en la captura de líderes criminales y la recuperación de territorios controlados por cárteles en zonas conflictivas como Tamaulipas, Michoacán y Guerrero.
Los elementos del CFE reciben entrenamiento riguroso en combate urbano, guerra de guerrillas, operaciones anfibias, paracaidismo y manejo de inteligencia, lo que les permite operar en diversos entornos geográficos y situaciones extremas. Además de su labor contra el narcotráfico, protegen infraestructura crítica y realizan misiones de rescate de rehenes y eliminación de células terroristas.
Desde 2006, con el inicio de la guerra contra el narcotráfico, han sido fundamentales en operaciones para neutralizar a líderes como Joaquín "El Chapo" Guzmán y "El Mencho". A pesar de su éxito operativo, el CFE ha enfrentado críticas por posibles abusos durante sus intervenciones, pero sigue siendo una de las fuerzas más respetadas y estratégicas para la seguridad de México.

## Organización
El Cuerpo de Fuerzas Especiales está formado por seis batallones, la Fuerza Especial Conjunta y el Grupo de Respuesta a Emergencias. Algunas veces trabajan en conjunto con el Centro Nacional de Inteligencia (CNI), con la FGR, y con la Policía Federal de México (Actualmente Guardia Nacional). Su acuartelamiento se da alrededor de la República Mexicana de la siguiente manera:
Cuartel General del Cuerpo de Fuerzas Especiales (Campo Militar 37-B), Temamatla, Estado de México
- Fuerza Especial Conjunta (01/08/23) (Antes Fuerza Especial de Reacción/Fuerza Especial del Alto Mando) Campo Mil. N.º 1-F, Santa Fe, Cd. Méx.

- 1.er Batallón de Fuerzas Especiales (Campo Mil. N.º 37-B, Temamatla, Estado de México.)
- 2.º Batallón de Fuerzas Especiales (Campo Mil. N.º 37-B, Temamatla, Estado de México.)
- 3.er Batallón de Fuerzas Especiales (Campo Mil. N.º 37-B, Temamatla, Estado de México.)

- 4.º Batallón de Fuerzas Especiales (Campo Mil. N.º 37-B, Temamatla, Estado de México.)
- 5.º Batallón de Fuerzas Especiales (Campo Mil. N.º 37-B, Temamatla, Estado de México.)
- 6.º Batallón de Fuerzas Especiales (Campo Mil. N.º 45-A, Nogales Sonora.)

- Grupo de Respuesta a Emergencias (Campo Mil. N.º 1-A, Ciudad de México.)

En la estructura de estos batallones existen soldados regulares, intermedios y veteranos. Los regulares usualmente operan como infantería ligera, mientras que los intermedios y veteranos son instructores en rangos medios, principalmente como tenientes o capitanes, también conocidos como "COIFES", que quiere decir "curso de oficiales instructores de fuerzas especiales". También operan sargentos, denominados "CSFES", que se refiere al "curso de sargentos de fuerzas especiales". [cita requerida]
Además de la Fuerza Especial de Reacción, existen en el mismo nivel otras tres unidades de elite altamente especializadas dentro del Cuerpo de Fuerzas Especiales, sin embargo, el nombre de las mismas no es conocido por el público y al presente mantienen un carácter secreto por su naturaleza clasificada.

## Historia
El antecedente a la creación de la unidad data de 1990, con las "Fuerzas Especiales de Reacción Inmediata del Alto Mando" (FERIAM), formada con los oficiales y clases más destacados de la Brigada de Fusileros Paracaidistas, cuyo objetivo era el de movilizar unidades de reacción/combate, con el apoyo de logística, sistemas de comunicación, transporte y armamento ante cualquier eventualidad durante la Copa Mundial de Fútbol, llevada a cabo en México, y cuyo entrenamiento especializado fue proporcionado por la Gendarmería Francesa (Grupo de Intervención de la Gendarmería Nacional). Posteriormente es durante el levantamiento del Ejército Zapatista de Liberación Nacional en enero de 1994, cuando toma mayor importancia en acciones. Varias unidades fueron enviadas para combatir el levantamiento del EZLN en Chiapas, en la denomina Operación Arcoíris. Formalmente el GAFE surge en el año de 1990 con un pie veterano formado en su mayoría por oficiales con cursos de operaciones especiales en el extranjero, así como clases y elementos de tropa de la Brigada de Fusileros Paracaidistas. Su entrenamiento inicial fue proporcionado por las Fuerzas Especiales de los Estados Unidos, el Sayeret Matkal de Israel y la Gendarmería Francesa.
En 1995 se inicia el proyecto de dotar a las regiones con su respectivo batallón. En 1995 se instalan 10 GAFES de dimensión regional. En 1996 concluyó la dotación de GAFES en las 12 Regiones (las dos últimas fueron la XI y la XII). Hacia abril de 1997, la expansión de los GAFES abarcaba las 40 zonas militares, y se agregó una Fuerza de Intervención Rápida. En 1998 se agregan GAFES al Cuerpo de Policía Militar y a la Brigada de Fusileros Paracaidistas. Se crea el Grupo Aeromóvil de la 41 zona militar en 1998, y además se crean 36 grupos anfibios de fuerzas especiales. Para apoyar la consolidación de los GAFES, fueron creadas dos escuelas de fuerzas especiales, y en su adiestramiento quedó en evidencia la relevancia que tiene para el ejército esta nueva concepción, y esta nueva estructura organizacional. El adiestramiento es para operaciones en selva, montaña y alta montaña, desierto, operaciones anfibias y submarinas.
Es preciso hacer mención que los GAFES, hacia 1997-98, eran las fuerzas que se empleaban en numerosos operativos contra el narcotráfico, rescate de rehenes, emboscadas y contraemboscadas y contrainsurgencia. También existe un grupo creado para llevar a cabo operaciones anfibias, denominado como GANFES (Grupo Anfibio de Fuerzas Especiales).
En enero de 2002, 56 grupos fueron reorganizados en las distintas áreas y regiones militares, destacando la organización de 73 unidades del Grupo Aeromóvil de Fuerzas Especiales (GAFES) y 36 del Grupo Anfibio de Fuerzas Especiales (GANFES), especializados en guerra de jungla, alta montaña, desierto, anfibia y submarina. Para el año 2004, el Grupo contaba con cerca de 5.500 efectivos, distribuidos en nueve batallones, y una unidad de Alto Mando, aunque esta información ha sido clasificada recientemente.
El 1 de octubre de 2013 se lleva a cabo una nueva reorganización formándose 6 Batallones de Fuerzas Especiales y quedando cesados 5 batallones y 6 Grupos Anfibios de Fuerzas Especiales. Esta reorganización se debía ante la reducción vista de 2006, donde había 5,106 efectivos del personal militar de Fuerzas Especiales, mientras que para el 2013 se había reducido a 3,380 elementos.

## Denominaciones
- Fuerzas Especiales de Reacción Inmediata del Alto Mando (FERIAM), 1986.
- Grupo Aeromóvil de Fuerzas Especiales (GAFES), 1990.
- Cuerpo de Fuerzas Especiales (Desde 2004).

## Los Zetas
Según información de la PGR, en el año de 1997, desertaron 40 integrantes de estas unidades para formar el brazo armado del Cartel del Golfo, de Osiel Cárdenas Guillén, liderado en ese entonces por Arturo Guzmán Decena (Alias el Z1, abatido en Matamoros en 2002). Esto ocurrió durante el sexenio del entonces presidente Ernesto Zedillo, debido a la estrategia de combate al narcotráfico y la adscripción de elementos del GAFE como apoyo a la Procuraduría General de la República para labores de inteligencia.
Los Zetas revolucionaron el crimen organizado al introducir tácticas paramilitares y diversificar sus actividades criminales más allá del narcotráfico, generando altos niveles de violencia en regiones clave del país. Su surgimiento evidenció la corrupción y las debilidades institucionales en las fuerzas armadas, además de resaltar los riesgos de utilizar a militares en tareas de seguridad pública, un tema que sigue siendo relevante en las políticas de seguridad de México. A través del uso de violencia extrema, control territorial y una estructura disciplinada, Los Zetas impusieron su dominio en diversas regiones, generando altos niveles de violencia y afectando tanto a comunidades locales como a las instituciones del Estado. Su impacto resaltó la necesidad de fortalecer las instituciones civiles, mejorar la seguridad pública y combatir la corrupción para enfrentar de manera efectiva al crimen organizado.

## Selección y entrenamiento
Desde su creación, el grupo ha recibido una amplia variedad de entrenamiento por parte de diferentes grupos de fuerzas especiales de algunos países del Mundo. El Ejército unificó todo ese conocimiento al crear en 1998 la Escuela Militar de Fuerzas Especiales, cambiando el 1 de mayo de 2002 su nombre a Centro de Adiestramiento de Fuerzas Especiales, localizado en las faldas del volcán Iztaccíhuatl. El curso básico de fuerzas especiales( ahora renombrado como "curso de comandos" ) tiene una duración de 15 semanas.
Para la obtención de la máxima eficiencia operativa del personal integrante de las unidades de fuerzas especiales, el aspirante recibe un adiestramiento constante, que le permite actuar en cualquier ámbito geográfico al recibir la orden correspondiente. Para lograr esos objetivos, por órdenes del Alto Mando, en abril de 1998 se creó la Escuela Militar de Fuerzas Especiales, con el propósito de unificar los criterios de doctrina y homogeneizar el conocimiento en las diferentes especialidades de los miembros de las fuerzas especiales, y en mayo de 2002, cambió su nombre a Centro de Adiestramiento de Fuerzas Especiales, dependiendo técnica y administrativamente del Cuerpo de Fuerzas Especiales.
Desde su creación, el grupo ha recibido entrenamiento de diversas fuerzas especiales internacionales. Para unificar y estandarizar ese conocimiento, en 1998 se fundó la Escuela Militar de Fuerzas Especiales, que en 2002 cambió su nombre a Centro de Adiestramiento de Fuerzas Especiales (CAFE), ubicado en las faldas del volcán Iztaccíhuatl.
El Curso de Comandos, con una duración de 15 semanas, entrena a los aspirantes en combate, supervivencia, operaciones en distintos terrenos y manejo de armamento especializado. La preparación continua les permite operar en cualquier entorno geográfico y cumplir eficazmente las órdenes del Alto Mando, manteniendo siempre los más altos estándares operativos.
Actualmente existen cuatro sub-centros de adiestramiento principales, cada uno especializado en diversos entornos, además del centro de adiestramiento principal, ubicado en Temamatla. 
- Centro de Adiestramiento de Fuerzas Especiales, Temamatla, Estado de México.
- Sub-Centro de Adiestramiento, San Miguel de los Jagueyes, Estado de México, (operaciones urbanas).
- Sub-Centro de Adiestramiento, Laguna Salada, Baja California (operaciones en desierto y terrenos áridos).
- Sub-Centro de Adiestramiento, Xtomoc, Quintana Roo (operaciones en jungla, guerra anfibia, buceo de combate).
- Sub-Centro de Adiestramiento, El Salto, Durango (operaciones en montaña)

### Cursos principales

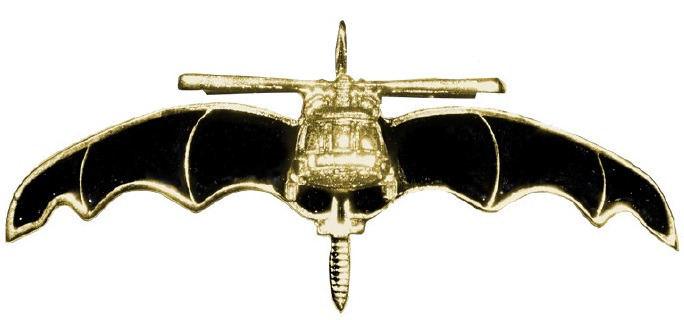
Alas de operaciones aeromóviles

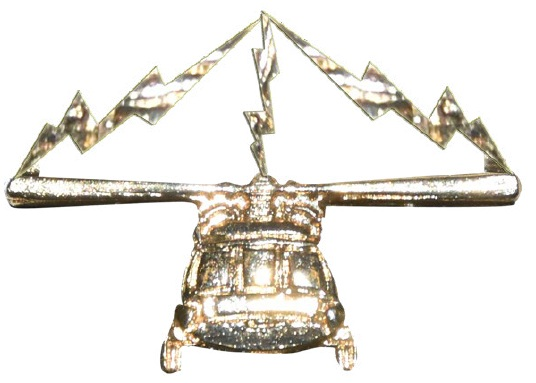
Insignia de cuello

- Curso Básico de Fuerzas Especiales, el cual fue renombrado Curso de Comandos.
- Curso de Operaciones de Intervención (C.O.I.)
- Curso de Operaciones de Contraterrorismo.
- Francotirador, el cual fue renombrado como tiradores selectos.
- Curso de Combate Urbano (C.C.U.)
- Curso de Adiestramiento de Operaciones en selva y agua (C.A.O.S.A.)
- Curso de Operaciones en Desierto.
- Curso de Operaciones en Montaña.
- Seguridad Integral.
- Curso de Operaciones Ribereñas.
- Curso de Buceo.
- Brechadores y Explosivos.
- Curso de Sargentos de Fuerzas Especiales (C.S.F.E.)
- Curso de Oficiales de Fuerzas Especiales (C.O.F.E.)

| Divisas De Cursos Del Cuerpo De Fuerzas Especiales | Divisas De Cursos Del Cuerpo De Fuerzas Especiales | Divisas De Cursos Del Cuerpo De Fuerzas Especiales | Divisas De Cursos Del Cuerpo De Fuerzas Especiales | Divisas De Cursos Del Cuerpo De Fuerzas Especiales | Divisas De Cursos Del Cuerpo De Fuerzas Especiales | Divisas De Cursos Del Cuerpo De Fuerzas Especiales |
| Fuerzas especiales                                 | Curso de comandos                                  | Curso de operaciones en desierto                   | Curso de operaciones en montaña                    | Curso de operaciones en selva                      | Curso de operaciones ribereñas                     |                                                    |
| -------------------------------------------------- | -------------------------------------------------- | -------------------------------------------------- | -------------------------------------------------- | -------------------------------------------------- | -------------------------------------------------- | -------------------------------------------------- |
|                                                    |                                                    |                                                    |                                                    |                                                    |                                                    |                                                    |
| Curso de buceo de combate                          | Curso de combate urbano                            | Curso de manejo de explosivos y Brechamiento       | Curso de operaciones de contraterrorismo           | Curso de seguridad integral                        | Curso de tirador selecto                           |                                                    |
|                                                    |                                                    |                                                    |                                                    |                                                    |                                                    |                                                    |

## Transportes
- Sikorsky UH-60 Black Hawk
- Mil Mi-17
- Sikorsky CH-53 Sea Stallion Yassur 2000
- Helicóptero Bell 212 y Bell 412
- Helicóptero MD500 Versión 530F
- Vehículo Ligero de Asalto
- Humvee
- Camioneta pick-up Chevrolet Cheyenne
- Motocicleta todo terreno
- Bote inflable
- Vehículo táctico Plasan Sand Cat. Han sido asignados varias unidades a las operaciones de Alto Impacto (2011)[9][10]
- Vehículo blindado MATV Oshkosh.

## Armamento

### Fusil de Asalto
- Heckler & Koch G3
- SigSauer-516
- FX-05 Xiuhcoatl

- M4A1
- M16A4
- Cz Bren 2
- FN Scar L y H

### Pistola
- Heckler & Koch P7
- Beretta 92
- CornerShot (aditamento para arma corta, en si el cornershot no es un arma corta)
- Colt M1911A1
- Colt 45
- Glock 17
- SigSauer P226
- Cz 75

### Subfusil
- Heckler & Koch MP5
- FN P90

(PAX 100) Subfusil en desarrollo, cuando se produzca será ocupado por oficiales, jefes y generales del ejército y fuerza aérea. Su nombre significa Pistola Ametralladora Xiuhcóatl, y el número 100 es porque se empezó a diseñar en el centenario de la Dirección General de Industria Militar. Para ahorrar costos, utiliza la misma munición que la tropa, el 5,56 x 45mm OTAN, pero por su funcionamiento y longitud es considerado subfusil.

### Ametralladora Polivalente Ligera
- FN Minimi
- FN MAG
- Heckler & Koch HK21
- M60E1

### Fusiles de Precisión
- Barrett M82
- M24 SWS
- Heckler & Koch PSG-1
- SR-25
- Fusil Morelos Bicentenario
- Accuracy International Arctic Warfare
- Remington 700
- Remington MSR
- Acuracy International AWC
- Fn Scar H PR
- M110 Semi-Automatic Sniper System

### Escopetas Calibre.12
- Benelli M3
- Benelli XM1014
- Mossberg 500, Mossberg 590
- Spas 12

### Antitanque
- M72 LAW
- RPG-7
- RPG-29
- RL-83 6555 Blindicide
- AT-4

### Lanzagranadas
- Lanzagranadas M203
- Milkor MGL